# Fateh Ali-šah Kadžar
Fate Ali-šah Kadžar (perz. فتحعلی‌شاه; Damgan, 5. rujna 1772. – Isfahan, 23. listopada 1834.), šah Irana i drugi vladar iz kadžarske dinastije.
Rođen je u Damganu na sjeveru Irana kao sin Husein Koli-hana, brata Muhamed-hana Kadžara kojeg je Fate Ali-šah naslijedio na mjestu šaha. Godine 1804. pokrenuo je rat protiv Ruskog Carstva u cilju da pripoji bivšu pokrajinu Gruziju, no unatoč početnim vojnim uspjesima Rusi u konačnici uspjevaju zadržati teritorij. Prema uzoru na Firdusijevu „Šahnamu”, Fate Ali-šah dao je sastaviti vlastitu zbirku o navedenim ratovima poznatu kao „Šahanšahaname”. Koncem 18. stoljeća poklonjeno mu je treće izdanje Britannice koju je u cijelosti pomno proučio i na temelju toga dodao svojoj tituli nastavak „...i najveći poznavatelj Britannice”. Fate Ali-šah umire 1834. godine, a s obzirom na to da mu je godinu ranije umro sin Abas Mirza, prijestolje je pripalo njegovom unuku Muhamed-šahu. Sahranjen je u gradu Komu, oko 150 južno od Teherana.
| Prethodnik: | Iranski šah (kadžarska dinastija) (17. lipnja 1797. - 23. listopada 1834.) | Nasljednik: |
| Muhamed-han | Iranski šah (kadžarska dinastija) (17. lipnja 1797. - 23. listopada 1834.) | Muhamed-šah |